# Stradivarius palatins

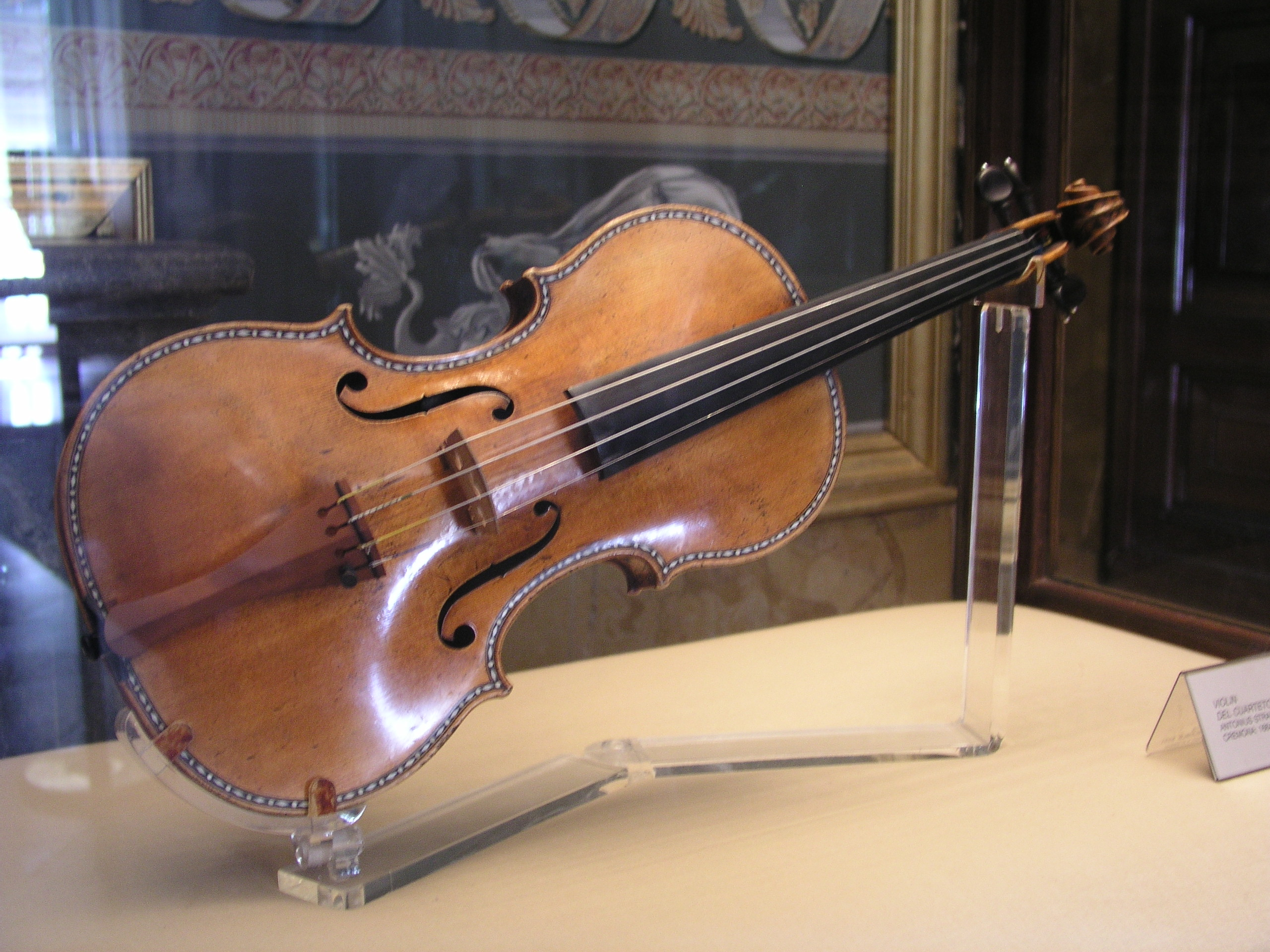
Un des violons décorés du Quintette du Palacio Real (Madrid).

Les Stradivarius Palatins, conservés au Palacio Real de Madrid et appartenant à la collection de la Chapelle royale, sont un ensemble de cinq instruments à cordes fabriqués par Antonio Stradivari.
La collection est constituée par le Cuarteto Real, Palatino ou Coral (Quartet Royal, Palatin ou de la Cour), des instruments décorés, comprenant deux violons, un alto et un violoncelle,, plus un autre violoncelle non décoré.
Propriété du Patrimonio Nacional, ils sont aujourd'hui encore utilisés pour des concerts de musique de chambre. La collection, l'ensemble le plus remarquable d'instruments anciens conservés à Madrid, est exposée dans la Salle de musique de la Bibliothèque royale du Palais, dans des vitrines conçues par le violoncelliste Juan Ruiz Casaux et améliorées dans les années 1980.

## Histoire
Les instruments du quintette sont datés de 1689 à 1696. Le roi Philippe V, durant une visite à Crémone en 1702, a apporté avec lui les instruments, qui ont été finalement achetés en 1775, par Charles III.
L'alto était sorti d'Espagne, joint aux bagages de Joseph Bonaparte et sa piste était perdue. Juan Ruiz Casaux a effectué une longue recherche et a localisé l'alto dans la maison W.E. Hill & Sons (en) de Londres, où il se trouvait en parfait état grâce aux soins de cette famille de luthiers et de collectionneurs d'instruments. Casaux est allé dans la capitale britannique accompagné par le roi Alphonse XIII en 1925, mais il n'a pu obtenir son retour, car ses propriétaires refusaient de le vendre. Après de nombreuses tentatives infructueuses, en 1951, il est arrivé à un accord avec la famille Hill, et l'a acheté avec l'argent du Patrimonio Nacional. L'alto est depuis appelé, en son honneur, « alto Casaux ».
Le 13 avril 2012 a été rompu le manche du violoncelle qui fait partie du Quartet Royal, pendant qu'il était manipulé lors d'une séance de photographies,. Ce manche, une pièce non d'origine et qui datait en fait du XIXe siècle, s'est séparé de la caisse après la chute de l'instrument. Il a été restauré par le luthier Carlos Arcieri. Par ailleurs, la Collection des Stradivarius Palatins a déjà été restaurée au cours de l'histoire en 14 occasions.